# Orx
Orx település Franciaországban, Landes megyében. Lakosainak száma 650 fő (2022. január 1.). Orx Bénesse-Maremne, Labenne, Saint-André-de-Seignanx és Saubrigues községekkel határos.

## Népesség
A település népességének változása:
| Lakosok száma | 347  | 342  | 370  | 454  | 579  | 598  | 624  | 635  | 640  | 650  |
|               | 1968 | 1982 | 1990 | 2006 | 2013 | 2015 | 2017 | 2019 | 2020 | 2022 |